# 지나 카라노
지나 카라노(Gina Carano, 1982년 4월 16일 ~ )는 미국의 배우, 피트니스 모델, 전직 종합 격투가이다.

## 작품 목록
- 버스 657 - 크리스 바우하우스 역
- 익스트랙션 - 빅토리아 역
- 데드풀 - 엔젤 더스트 역
- 킥복서 리턴즈 - 마르시아 역
- 아편전쟁
- 스코치드 어스: 분노의 추격자 - 게이지 역
- 도터 오브 울프 - 클레어 해밀턴 역